# Hovatipula
Hovatipula is een muggengeslacht uit de familie van de langpootmuggen (Tipulidae).

## Soorten
- H. cubitalbella Alexander, 1963
- H. kallion Alexander, 1960
- H. megalothorax (Alexander, 1955)
- H. pheletes Alexander, 1960